# 章瑞英
章瑞英（1934年—2014年1月16日），女，江苏无锡人，中华人民共和国政治人物。
1973年3月，任无锡市委组织部副部长，江苏省总工会副主任、主任。1977年12月，任江苏省革命委员会副主任。1978年10月起，任中华全国总工会副主席。